# HTC 원 X
HTC 원 X(HTC One X)와 HTC 원 XL(HTC One XL)은 HTC 코퍼레이션 출시한 안드로이드 스마트폰이다.
원 X는 엔비디아 테그라 3 AP를 채택하여 효율성과 성능을 더 높였고, 원 XL은 퀄컴 스냅드래곤 S4 AP를 채택하여 LTE를 지원하며, 이 AP의 AP + 통신칩 원칩 시스템때문에 기존에 출시되었던 LTE 단말기보다 전력 효율성이 증가하였다.
내장형 배터리를 사용하여 두께를 줄였으며, 새로운 HTC 센스 4.0을 탑재하여 사용자 접근성을 높였다.

## 안드로이드4.0 아이스크림 샌드위치업그레이드
원 X와 원 XL은 4.0.3 아이스크림 샌드위치를 탑재하여 출시했다.

## 변종

### 미국/캐나다
AT&T, 로저스, 텔루스 전용으로 출시된 제품으로, 원 XL과 동일한 사양과 크기로 판매하나 원 X라는 제품명으로 판매한다.
LTE 서비스를 밴드 17 700 MHz, 밴드5 850 MHz, AWS(1.7 GHz 업로드/2.1 GHz 다운로드), 밴드2 1.9 GHz 대역에서 지원하며, 2G와 3G 서비스는 표준모델과 동일하게 지원한다.

## 출시 국가

### 원 X

#### 2012년 4월
- 말레이시아 : 2일
- 싱가포르 : 2일
- 오스트레일리아 : 2일
- 인도 : 2일
- 인도네시아 : 2일
- 태국 : 2일
- 필리핀 : 2일
- 영국 :5일
- 캐나다 : 20일
- 뉴질랜드 : 26일

### 원 XL
- 독일
- 오스트레일리아
- 홍콩

## 논란
2012년 5월 15일에 이 모델과 EVO 4G LTE 모델이 국제무역위원회의 애플의 특허를 침해했다는 판결에 따라 판매금지 되었다가, 2012년 5월 21일 소프트웨어를 조금 변경하고 판매금지조치가 해제되었다.

## 경쟁 기종
- 삼성 갤럭시 S III
- LG 옵티머스 4X HD
- 샤프 아쿠오스 Sh837w

## 같이 보기
- HTC EVO 4G LTE
- HTC 휴대 전화 목록